# Kan vi være dette bekendt
Kan vi være dette bekendt er en dansk dokumentarfilm fra 1972 med instruktion og manuskript af Lise Roos.

## Handling
Med udgangspunkt i Kan vi være dette bekendt, skrevet i 1946 af Karl Roos, diskuteres boligsituationen i Danmark i 1972.